# 카밀라 모르가두
카밀라 모르가두(Camila Morgado, 1975년 4월 12일 ~ )는 브라질의 배우, 텔레비전 사회자이다.

## 출연 작품
- 알바트로스 (2018)
- 일요일 (2018)
- 프렌들리 비스트 (2016)
- 비니시우스 (2005)
- 올가 (2004)